# 直流磁化特性自記装置不正輸出未遂事件
直流磁化特性自記装置不正輸出未遂事件（ちょくりゅうじかとくせいじきそうちふせいゆしゅつみすいじけん）とは、2009年6月29日に大量破壊兵器に転用可能な物資をミャンマーに不正輸出しようとしたとして、外国為替及び外国貿易法違反で北朝鮮系貿易会社東興貿易社長の北朝鮮籍の男と輸出入代行業大協産業社長の男、機械製造メーカー理研電子社長の男を神奈川県警察本部外事課が逮捕した事件。

## 概要
2008年春に、中国にある北朝鮮の軍需物資調達機関第2経済委員会直轄企業東新国際貿易有限公司からミサイル開発などに使われるおそれのある直流磁化特性自記装置を輸出するよう指示を受けた北朝鮮籍の社長が理研電子に依頼し、2008年9月に共謀して横浜港からミャンマーに輸出しようとしたが、経済産業省から核兵器の開発などに転用可能な物資の輸出を規制したキャッチオール規制違反に該当しているとの通知を受け、輸出に失敗した。
ところが、2009年1月23日に経済産業省の許可を受けずにマレーシアから迂回して直流磁化特性自記装置をミャンマーの第2工業省に不正輸出しようとした。2月26日には神奈川県警察本部は核開発などに転用される恐れのある磁気測定装置を東南アジア経由で北朝鮮に不正に輸出しようとした疑いがあるとして、外為法違反容疑で、東興貿易など関係先数カ所を家宅捜索した。同日、河村建夫内閣官房長官は「大量破壊兵器関連物資の不正輸出は日本の安全保障に直接影響を与える極めて重大な問題だ。輸出の目的、輸出先など警察は捜査を尽くしてもらいたい」と記者会見で述べている。6月29日に経済産業省は、外為法に違反した無許可輸出未遂の疑いで、神奈川県警察本部外事課に告発した。同日、神奈川県警察本部外事課は北朝鮮籍の東興貿易社長、大協産業社長、理研電子社長の3人を逮捕した。
また、北朝鮮籍の社長の口座には、中国にある別の第2経済委員会系企業の口座から前払いで送金されていたことが明らかになっている。
逮捕された北朝鮮籍の社長は、以前にも第2経済委員会ルートで大量破壊兵器などの開発に転用可能な物資を受注し、ミャンマーに輸出納品していたことも明らかになっている。押収された資料から、1975年以降、磁気測定装置は日本から北朝鮮に数度にわたって運び込まれていたことが明らかにされた。